# Skandha
V budizmu skandha (sanskrt) ali khandha (pali) pomeni »agregat, kup, zbirka ali skupina« in se nanaša na pojem petih agregatov ali dejavnikov, ki sestavljajo in potanko razložijo umski in telesni obstoj čutečih bitij. Agregati so: 1) oblika (ali snovna podoba, vtis), 2) občutki (ali čustva), 3) zaznava, 4) umske tvorbe, 5) zavest.
Pojem agregatov je v nasprotju z idejo o enotnem »bitju« ali »posamezniku« ter dopolnjuje budistično doktrino nesebstva (pali: anattā, sanskrt: anātman), ki pravi, da bitja nimajo nespremenljive ali večne duše, bistva ali jaza. Doktrini nesebstva in petih agregatov sta sestavni del osvobajajoče modrosti budizma, kjer posameznik spozna, da je to, čemur rečemo »bitje«, le začasen skupek petih agregatov, ki »niso sebstvo« ter da je sleheren agregat prazen in nestvaren.
V theravadski tradiciji učijo, da se trpljenje pojavi, ko se istovetimo ali oklepamo agregatov; trpljenje pa pogasimo, ko opustimo navezanost na nanje. Mahajanska tradicija pravi, da je narava vseh agregatov sama po sebi prazna neodvisnega obstoja. Uporaba petih agregatov za razlago sebstva je edinstvena med glavnimi indijskimi verami in se razlikuje od predpostavke hinduizma in džainizma, da ima bitje večno dušo ali metafizični jaz.

## Etimologija in pomen
[Skandha (स्कन्ध)] Napaka: {{Transl}}: transliteration text not Latin script (pos $1) (pomoč) je sanskrtska beseda, ki pomeni »množico, količino, agregat« v kontekstu telesa, debla, empiričnega predmeta ali česarkoli z maso, kar lahko preverimo s čutili. Izraz se pojavlja v vedski literaturi. Kandha (pali) se pojavlja v palijskem kanonu v enem izmed kontekstov, kjer pomeni »maso telesa, agregat, kup, skupek«, in »vse, kar sestavlja neko stvar ali skupine«, v nekaterih drugih kontekstih pa kot »elementi ali temelji čutnega obstoja, čutni agregati, ki pogojijo izgled življenja v katerikoli obliki.«
Dalajlama razlaga, da skandha pomeni »kup, skupino, zbirko ali agregat«. Adrian Snodgrass trdi, da izraz dobesedno pomeni »kup«, izraz pa se nanaša na učenja, ki so jih sprejele vse budistične šole, in sicer, da »je osebnost agregat sestavljen iz petih delov«. Paul Williams in drugi prevajajo skandho kot »kup, agregat« in pravijo, da se nanaša na razlago psihološkega ustroja vseh bitij. Damien Keown in Charles Prebish navajata, da je skandha v tibetanščino prevedena kot phung po, kar pomeni »zbirke, agregati ali skupki«. Johannes Bronkhorst skandho prevaja kot »agregat« in trdi, da se pomen in pomembnost pojma nanašata na razlago nesebstva v budizmu. Budistična besedila učijo, da je pet agregatov to, kar razumemo kot oseba in osebnost; v vsaki skandhi — oblika, občutki, zaznave, umske tvorbe in zavest — pa je prazna in nima lastne narave.

## Opis petih agregatov
Buda v palijskem kanon uči o petih agregatih na sledeč način:
1. »oblika« ali »materija«[a] (skt., pali: [रूप rūpa] Napaka: {{Transl}}: transliteration text not Latin script (pos $1) (pomoč); tib.: gzugs): snov, telo ali »snovna oblika« bitja ali česarkoli v obstoju.[21][22] Budistična besedila pravijo, da je rūpa katerekoli osebe, čutečega bitja ali predmeta sestavljena iz štirih osnovnih elementov ali sil: zemlja (trdnost), voda (kohezija), ogenj (toplota) in veter (gibanje).[23]
2. »občutek« ali »čutenje« (skt., pali: [वेदना vedanā] Napaka: {{Transl}}: transliteration text not Latin script (pos $1) (pomoč); tib.: tshor-ba): občutenje predmeta[b] kot prijetnega, neprijetnega ali nevtralnega.[c][d]
3. »zaznava« (skt.: [संज्ञा samjñā] Napaka: {{Transl}}: transliteration text not Latin script (pos $1) (pomoč); pali: saññā; tib.: 'du-shes): čutni ali umski proces, ki opazi, prepozna in označuje (npr. oblika drevesa, zelena barva, občutek strahu).[24]
4. »umske tvorbe«, »impulzi, hotenje, karmične aktivnosti« (skt.: [संस्कार samskāra] Napaka: {{Transl}}: transliteration text not Latin script (pos $1) (pomoč); pali [सङ्खार saṅkhāra] Napaka: {{Transl}}: transliteration text not Latin script (pos $1) (pomoč); tib. 'du-byed): vse vrste umskih vtisov in pogojevanj, ki jih sproži neka stvar.[25][26][e] Vključuje vsak proces zaradi katerega oseba napravi umsko ali telesno dejanje.[27]
5. »zavest« ali »razločevanje, presoja«[f] (skt.: [विज्ञान vijñāna] Napaka: {{Transl}}: transliteration text not Latin script (pos $1) (pomoč); pali: viññāṇa,[g] tib. rnam-par-shes-pa): zavedanje predmeta in razločevanje njegovih sestavnih delov in lastnosti. Obstaja šest vrst zavesti. Budistična literatura razlaga skandhe kot:
  1. v nikajah/agamah: spozna(va)nje,[28][h] to, kar nekaj zaznava ali razlikuje;[29][i]
  2. v abhidhammi: niz hitro spreminjajočih se medsebojno povezanih samostojnih dejanj zavedanja;[j]
  3. v nekaterih mahajanskih virih: temelj, ki podpira vsa izkustva.[k]

Začetni del budistične prakse je očiščenje omenjenih petih agregatov s pomočjo meditacije in vrlin. Na koncu se praksa pretvori v spoznanje, da je tudi to naivno, nakar jih preseže preko spoznanja, da znotraj nas (ali drugih bitij) ne obstaja oseba niti sebstvo in da je celoten obstoj brez sebstva ali trdnosti ter da obstaja kot »roj spreminjajočih se fizičnih in umskih procesov«.

## Interpretacija

### Agregati osebnosti
Pet agregatov v kasnejši tradiciji pogosto interpretirajo kot razlago sestavin osebe in osebnosti, »seznam agregatov [pa] je postal izjemno pomemben za kasnejši razvoj nauka.« V skladu s to razlago so vse skandhe – telo, občutki, zaznave, umske tvorbe in zavest – prazne in brez bistva.
Po besedah Damiena Keowna in Charlesa Prebisha nauk o skandhi v okviru kanoničnega budizma uči, da je »pojem jaza po nepotrebnem dodan petim skandham« nekega pojava ali živega bitja. Nauk o skandhah, pravi Matthew MacKenzie, je oblika antirealizma vsakdanje reničnosti, vključno z osebami, in predstavlja alternativo »substancialističnim pogledom na sebstvo«. Gre za budistični redukcionizem vsega zaznanega, vsakega človeka in osebnosti na »agregat ali kup« sestavljenih entitet brez bistva.
Po mnenju Harveyja pet agregatov daje občutek osebnosti, vendar so prežeti z dukkho, nestalni in brez trajne identitete ali bistva. Vsak agregat je podvržen oklepanju ter je vir istovetenja s pojmom »jaza, osebnosti«. Po mnenju Harveyja je za nirvano nujno spoznanje resnične narave skandh, tako v smislu nestalnosti kot nesebstva. To »praznino osebnosti« najdemo v opisih razsvetljenega, izpopolnjenega stanja arhata in tathagate, kjer ni več nobenega istovetenja s petimi skandhami.
Ta pogled nesebstva je že od antičnih časov vir vprašanj, večjih nesoglasij in komentarjev nebudističnih indijskih religij, kot tudi znotraj samega budizma. Med glavnimi indijskimi religijami je uporaba koncepta skandh za razlago sebstva edinstvena značilnost budizma in jo je treba obravnavati v kontekstu polemike o naukih Sarvastivade, ki pravijo da so »pojavi« ali njegovi sestavni deli resnični. To je v nasprotju je s predpostavko hinduizma in džainizma, ki pravita, da imajo bitja večno dušo ali metafizični jaz.
David Kalupahana nadaljnje pojasni, da v nekaterih zgodnjih budističnih besedilih koncept posameznika obravnavajo kot neresničnega, skandhe pa so resnične, vendar istočasno tudi skandhe v številnih drugih budističnih besedilih veljajo za neresnične in nebistvene.

### Agregati izkustva in oklepanja
Po mnenju Thanissara Buda nikoli ni poskušal opredeliti, kaj je »oseba«, čeprav se akademiki nagibajo k tolmačenju skandh kot opisov sestavin osebe. Dodaja, da se skoraj vsak budistični učitelj meditacije posluži te razlage, kot je to prisotno celo v budističnih komentarjih od približno 1. stoletja dalje. Po mnenju Thanissara je to napačno in predlaga, da je na skandhe treba gledati kot na dejavnosti, ki povzročajo trpljenje, a je njihovo neprimerno delovanje mogoče prekiniti.
Rupert Gethin tudi ugotavlja, da pet skandh ni zgolj »budistična analiza človeka«, temveč »pet vidikov posameznikovega doživljanja sveta [...], ki zajema tako oklepanje sámo kot tudi predmete oklepanja.«
Boisvert navaja, da »so se številni učenjaki v svojih delih o budizmu sklicevali na pet agregatov, [vendar] noben ni natančno razložil njihovih funkcij.« Po Boisvertu so agregati in soodvisen nastanek tesno povezani, kar pojasnjuje postopek, ki nas veže na samsaro. Boisvert ugotavlja, da pancha-upadanakkhanda ne vključuje vseh človeških izkustev. Vedana se lahko spremeni v niramiso ali v nekkhamma-sita vedano (vedana, ki ni škodljiva), ali v amiso ali gehasita vedano, »vrsto občutka, ki lahko deluje kot sredstvo, ki ustvarja pojav hrepenenja in odpora v prihodnosti.« To določajo zaznave (saññā). Po Boisvertu »vsa saññā ne pripadajo saññā-skandhi .« Krepostna saññā priznava tri znamenja obstoja (dukkha, anatta, anicca), in ne spada v sanna-skandha. Škodljiva saññā ni »ugodna za vpogled« in brez ustrezne saññā bo »oseba najverjetneje ustvarila hrepenenje, oklepanje in nastanek.« Tako kot pri saññi, »vse sankhare ne spadajo v sankharaskandho«, saj vse sankhare ne povzročajo učinkov v prihodnosti.
Po besedah Johannesa Bronkhorsta je treba gledati na idejo, da pet agregatov ni sebstvo, v luči razprav o »osvobajajočem znanju«, znanju o atmanu, ki ga je vedska tradicija štela za osvobajajoče. Bronkhorst ugotavlja, da »znanje o sebi ne igra nobene koristne vloge na Budovi poti do osvoboditve.« Pomembno je, da se ne oklepamo oblik, zvokov, vonjav, okusov, predmetov in duševnih lastnosti, ki jih zaznavamo s šestimi čutili (med njimi je um kot šesto čutilo). Uvid, da agregati niso sebstvo, pomaga pri opuščanju tega oklepanja.
Miri Albahari prav tako ugovarja običajnemu razumevanju skandh, ki označujejo odsotnost kakršnega koli »jaza«. Albahari trdi, da khandhe niso nujno celota človeškega izkustva in da palijski kanon izrecno ne zanika hindujskega pojmovanja atmana (večne duše). Albani meni da je »anatto najbolje razumeti kot praktično strategijo in ne kot metafizično doktrino.« Po mnenju Albaharija je nirvana stalno prisoten del človeške narave, ki ga s »odkrijemo« s prenehanjem nevednosti.

### Razumevanje štirih plemenitih resnic
Bhikkhu Bodhi (2000b, str. 840) pravi, da so v štirih plemenitih resnicah agregati povezani s trpljenjem na sledeč način:
1. Razumevanje trpljenja: pet agregatov je »najvišji napotilec« v Budovi razlagi trpljenja v prvi plemeniti resnici: »Ker se vse štiri resnice vrtijo okrog trpljenja, je razumevanje agregatov ključno za razumevanje štirih plemenitih resnic kot celote.«
2. Oklepanje povzroča prihodnje trpljenje: pet agregatov je osnova za oklepanje in tako »prispeva k vzročnemu izvoru prihodnjega trpljenja«.
3. Osvoboditev od samsare: da bi dosegli odrešitev od samsare, moramo odstraniti oklepanje petih agregatov.

#### Razumevanje trpljenja
V Dhammacakkappavattana sutti Buda poda klasično razlago na prvo izmed štirih plemenitih resnic, resnico o trpljenju (pali: dukkhasacca):
To, menihi, je za duhovno plemenite boleča (dukkha) prava resničnost (ariyasacca):

[i] rojstvo je boleče, staranje je boleče, bolezen je boleča, smrt je boleča;

[ii] žalost, žalovanje, telesna bolečina, nesreča in stiska so boleči;

[iii] združitev z neprijetnim je boleče, ločitev od prijetnega je boleča, neuslišane želje so boleče;

[iv] na kratko, pet kupov goriva navezanosti (upadana-skandha) je bolečih
— Samjutta Nikaja, 5.421, prevedel Peter Harvey
Harvey pravi, so štiri kategorije dukkhe, ki jih sestavlja »pet kupov goriva navezanosti« pravzaprav »pet agregatov«, ki oblikujejo osebo. Vsak izmed agregatov je predmet navezanosti (oklepanja) v sržu samoistovetenja kot »jaz, moje«. Vseh pet agregatov je pojav, ki oblikuje občutek osebnosti in posledično sprožijo trpljenje, bolečino ali nezadovoljstvo. Vse, kar sestavlja osebo, je faktor dukkhe in v budistični misli te elementi niso vir zadovoljstva, temveč nezadovoljstva. Da bi dosegli nirvano, moramo preseči vseh pet skandh in čutne predmete.
Satipaṭṭhāna sutta uči, da vsak izmed petih agregatov sproži oklepanje in zablodo istovetenja z »jaz ali moje«To oklepanje ustvarja karmične vtise, ki vodijo do ponovnega rojstva in še več trpljenja.Ta krog ponovnih rojstev se prekine, ko se konča oklepanje in proizvajanje nove karme.

#### Tri znamenja agregatov
Budistična besedila trdijo, da ima vseh pet agregatov tri lastnosti ali »tri znamenja« (pali: ti-lakkhana, sanskrt: tri-lakshana). Ta so: trpljenje, minljivost in nesebstvo. Vsak izmed agregatov se pojavi in razpade. Temu so podvržena vsa bitja in njihova okolja, vključno s človeškimi bitji, kot tudi s tistimi, ki so se prerodili v svetove bogov ali peklenskih bitij. Poleg tega nobeden izmed agregatov, oseb in bitij nima sebstva (individualne duše, osebnosti, esence) niti stvarnosti. To se nanaša na doktrino nesebstva (anatta), ki trdi, da je vera v obstoj sebstva vir dukkhe (trpljenja, bolečine, nezadovoljstva). Za dosego nirvane je potrebno spoznati pravo naravo agregatov v okviru minljivosti in nesebstva.

## V theravadski abhidhammi
Zgodnje budistične šole so razvile podrobne analize in preglede naukov v sutrah, ki se imenujejo abhidharma (pali: abhidhamma). Vsaka šola je razvila svojo abhidharmo. Danes je najbolj znana theravadska abhidhamma, toda sarvāstivāda abhidharma je bila zgodovinsko gledano zelo vplivna in se je delno ohranila v kitajski āgami.

### Šest čutilnih osnov
Notranja in zunanja čutilna osnova skupaj tvorita »šest čutilnih osnov«. V tem opisu, ki ga najdemo v besedilih, kot je Salajatana samjutta, povezovanje predmeta in čutnega organa povzroči nastanek ustrezne zavesti.
Po besedah Bhikkhuja Bodhija theravadska tradicija uči, da so v šestih čutilnih osnovah zajeti »vsi dejavniki obstoja«, da so »vse« in da »razen tega, nič ne obstaja« ter da »so prazni sebstva in tistega, kar pripada sebstvu«.
Sutte same tega ne opisujejo kot alternativo skandham; v abhidhammi, ki si prizadeva za »en sam vključujoč sistem«, pa je pet agregatov in šest čutilnih osnov izrecno povezanih:
- prvih pet zunanjih čutilnih osnov (vidna oblika, zvok, vonj, okus in dotik) in prvih pet notranjih čutilnih osnov (oko, uho, nos, jezik in telo) so del agregata oblike;
- umski čutilni predmet (tj. umski predmeti) se nanaša na prve štiri agregate (obliko, občutek, zaznavanje in tvorjenje);
- umski čutilni organ (um) je primerljiv z agregatom zavesti.

Bodhi trdi, da je šest čutilnih osnov »vertikalni« pogled na človeškega izkustva, medtem ko so agregati »horizontalni« (časovni) pogled. Theravadska budistična meditacija na čutnilne osnove je namenjena tako odstranjevanju izkrivljenih zaznav, na primer tistih, na katere vplivajo hrepenenja, napuh in mnenja, kot tudi »izruvljanju vseh predstav v vseh preoblekah«.

### Osemnajst dhātujev in štiri paramatthe
Osemnajst dhātujev – šest zunanjih baz, šest notranjih baz in šest zavesti – deluje preko petih agregatov. Te dhātuje je mogoče razporediti v šest triad, vsaka triada je sestavljeno iz predmeta zaznave, čutilnega organa in čutilne zavesti.
Abhidhamma in postkanonična palijska besedila ustvarjajo metashemo za pojmovanje agregatov, čutilnih osnov in dhātujev (elementov) Sutta Pitake. Ta metashema je znana kot štiri paramatthe ali najvišje resničnosti – tri pogojene in ena nepogjena:
- snovni pojavi (rūpa, oblika)
- um ali zavest (citta)
- umski dejavniki (cetasika)
- nibbāna.

### Dvanajst Nidan
Dvanajst nidan je linearen seznam dvanajstih elementov iz budističnih naukov, ki se pojavijo v odvisnosti od predhodne povezave. Čeprav je ta seznam mogoče razlagati kot opis procesov, ki vodijo do ponovnega rojstva, v bistvu opisuje nastanek dukkhe kot psihološkega procesa, brez vpletenosti atmana. Akademiki menijo, da gre za kasnejšo sintezo več starejših seznamov. Prvi štirje členi so lahko roganje vedsko-brahmanski kozmogoniji, kot je opisano v Himni stvarjenja v Vedi X, 129 in v Brihadaranjaka upanišadi. Ti so bili združeni z razvejanim seznamom, ki opisuje pogojevanje umskih procesov, podobno kot pet skandh. Sčasoma se je ta razvejan seznam razvil v standardno dvanajstčleno verigo v obliki linearnega seznama.
Po mnenju Boisverta je »funkcijo vsakega agregata v njihovem vrstnem redu mogoče neposredno povezati s teorijo sodvisnega nastanka – zlasti z osmimi srednjimi členi.« Štirje od petih agregatov so izrecno omenjeni v naslednjem zaporedju, vendar v drugačnem vrstnem redu kot seznam agregatov, ki se zaključuje z viññāṇa • vijñāna:
- umske tvorbe (saṅkhāra • saṃskāra) pogojujejo zavest (viññāṇa • vijñāna),
- ki pogojuje ime-in-obliko (nāma-rūpa),
- ki pogojuje predhodnike (saḷāyatana, phassa • sparśa) do občutkov (vedanā),
- kar pa pogojuje hrepenenje (taṇhā • tṛṣṇā) in oklepanje (upādāna),
- kar na koncu vodi do »celotnega skupka trpljenja« (kevalassa dukkhakkhandha).[t]

Medsebojno delovanje modela petih agregatov takojšnje vzročne zveze in dvanajst-nidanskim modelom pogojenosti je očitno, na primer pri poudarjanju ključne vloge umskih tvorb pri nastanku in prenehanju trpljenja.

### Čuječnost
Čuječnost naj bi uporabili za štiri upassane (domene ali baze), zato bi morali »nenehno opazovati čutne izkušnje, da bi preprečili nastanek hrepenenj, ki bi prihodnje izkušnje preusmerile v ponovna rojstva«, ki prav tako sovpadajo s skandhami. Štiri domene so:
- zavedanje telesa (kaya);[94]
- zavedanje občutkov ali občutkov (vedanā);[95]
- čuječnost uma ali zavesti (citta);[96] in
- zavedanje dhamm.[97]

Po mnenju Grzegorza Polaka je budistična tradicija, vključno s Theravado, štirje upassane, ki jim pripisuje, da se nanašajo na štiri različne temelje, napačno razumela. Polak pravi, da se štiri upassane ne nanašajo na štiri različne temelje, katerih bi se moral človek zavedati, ampak so nadomestni opis jhan, ki opisujejo, kako se samskhare pomirijo:
- šest čutilnih osnov, ki se jih moramo zavedati (kāyānupassanā);
- premišljevanje o vedanāh, ki nastanejo ob stiku čutil in njihovimi predmeti (vedanānupassanā);
- spremenjena stanja uma, do katerih vodi ta praksa (cittānupassanā);
- razvoj od petih ovir do sedmih dejavnikov razsvetljenja (dhammānupassanā).

## V mahajanski tradiciji
Mahajana se je razvila iz tradicionalnih šol in je vpeljala nova besedila ter dala poudarek drugim naukom, zlasti praznini in idealu bodhisattve.

### Indija
Nauki Prajñāpāramite so se razvijali od prvega stoletja dalje. Poudarja »praznino« vsega, kar obstaja. To pomeni, da ne obstajajo večno obstoječa »bistva«, saj se vse pojavi sodvisno. Tudi skandhe se pojavijo sodvisno in nimajo trdnega obstoja. Po mnenju avtorja Red Pine so besedila Prajñāpāramite zgodovinska reakcija na nekatere zgodnje budistične abhidhamme. Natančneje, gre za odgovor na nauke Sarvastivade, da so »pojavi« ali njihovi sestavni deli resnični. Pojem »praznine« v Prajñāpāramiti  je skladen tudi s theravadsko abhidhammo.
To pojmovanje je nadaljnje razvito v Sutri srca. Sanskrtska različica Prajñāpāramita hridaya sūtre (»Sutra srca transcedentne modrosti«), ki je bila morda sestavljena na Kitajskem iz sanskrtskih besedil in kasneje prevedena v sanskrt, pravi, da je pet skandh praznih samoobstoja in vsebuje slavni rek: 
»Oblika je prazna; tudi praznina je oblika. Praznina ni nič drugega kot oblika; tudi oblika ni nič drugega kot praznina. Na enak način so prazni tudi občutki, predstave, umske tvorbe in zavest.« 
Madhjamaka šola podrobno opredeljuje pojem srednje poti. Njeno osnovno besedilo je Mūlamadhyamakakārikā , katerega avtor je Nagardžuna, ki je ovrgel sarvastivadsko pojmovanje resničnosti, ki popredmeti dhamme. Nekateri budistični misleci so hkratno nereifikacijo sebstva in reifikacijo skandh obravnavali kot zelo problematično.
Šola jogačara je še dodatno analizirala delovanje uma in gradi na konceptu nāma-rūpe in petih skandh, hkrati pa je razvila idejo o osmih zavestih.

### Kitajska
Śūnyatā je v kitajskih besedilih prevedena kot »wu«, praznina. V teh besedilih je bilo razmerje med absolutnim in relativnim osrednja tema pri razumevanju budističnih naukov. Agregati posredujejo relativno (ali konvencionalno) izkustvo sveta posameznika, čeprav se skozi njih uresničuje absolutna resnica. D. T. Suzuki v komentarju Sutre srca ugotavlja:
Ko sutra pravi, da ima pet skandh značaj praznine [...], to pomeni, da: absolutnemu ni treba pripisati nobenih omejevalnih lastnosti; čeprav je imanenten vsem konkretnim in določenim predmetom, sam po sebi ni določljiv.
Tathāgatagarbha sutre, ki obravnavajo idejo budovi naravi, so nastale v Indiji, vendar so igrale pomembno vlogo tudi na Kitajskem. Tathāgatagarbha sutre občasno govorijo o neizrekljivih Budovih skandhah (onkraj narave posvetnih skandh in onstran posvetnega razumevanja). V Mahajana Mahaparinirvana sutri Buda pripoveduje o tem, kako so Budove skandhe v resnici večne in nespremenljive. Budove skandhe naj bi bile nerazumljive neprebujenemu umu.

### Tibet
Vadžrajanska tradicija nadalje razvije agregate glede na epistemologijo mahamudre in tantrične reifikacije.
Sklicujoč se na nauke mahamudre, Chogyam Trungpa agregat oblike opredeli kot »utrditev« nevednosti (pali, avijjā; skt., avidyā), kar omogoča posamezniku iluzijo, da »poseduje« dinamično in prostorno modrost (pali, vijjā; skt. vidyā), zato je osnova za ustvarjanje dualističnega odnosa med »jazom« in »drugim«. 
Trungpa Rinpoče meni, da je pet skandh »sklop budističnih konceptov, ki opisujejo izkušnje kot proces v petih korakih« in da je »celoten razvoj petih skandh ... poskus z naše strani, da bi se zaščitili pred resnico o iluziji sebstva,« » praksa meditacije pa je način, kako videti skozi ta ščit.«
 

Trungpa Rinpoče piše (2001, str. 38): 
Nekateri deli tantrične ikonografije so razviti iz abhidharme [to v tem kontekstu pomeni podrobno analizo agregatov]. Različne barve in občutki te določene zavesti, tega določenega čustva, se kažejo v določenem božanstvu, ki nosi značilno oblačilo določenih barv, v rokah pa ima določeno žezlo. Te podrobnosti so zelo tesno povezane s posebnostmi določenih psiholoških procesov.